# Emeric Pressburger
Emeric Pressburger (* 5. Dezember 1902 in Miskolc, Österreich-Ungarn; † 5. Februar 1988 in Saxstead, Suffolk, Großbritannien; eigentlich Imre József Pressburger) war ein ungarisch-britischer Drehbuchautor, Filmregisseur und Filmproduzent. In seiner langjährigen Partnerschaft mit dem Filmregisseur Michael Powell entstanden einflussreiche Filmklassiker wie Leben und Sterben des Colonel Blimp, Irrtum im Jenseits und Die roten Schuhe.

## Leben

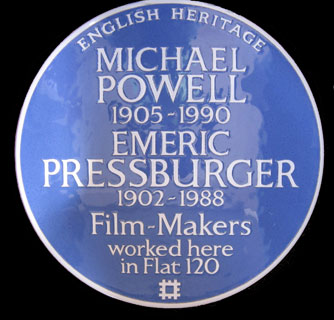
Gedenkplakette für Powell und Pressburger bei ihrem alten Büro

Imre József Pressburger wurde als einziges Kind eines jüdischen Gutsverwalters in Ungarn geboren. Er studierte zunächst Mathematik und Ingenieurwesen an den Universitäten Prag und Stuttgart, musste das Studium jedoch nach dem Tod seines Vaters aufgeben. Pressburger begann stattdessen als Journalist zu arbeiten, bevor er sich Ende der 1920er-Jahre als Drehbuchautor für die UFA in Berlin betätigte.
Nach der nationalsozialistischen Machtergreifung floh Pressburger zunächst nach Paris, später in Richtung London. Der Filmproduzent Alexander Korda verschaffte ihm Arbeit als Drehbuchautor. Bei der Zusammenarbeit an dem Film Der Spion in Schwarz (1939) lernte Pressburger den Filmregisseur Michael Powell kennen. Die beiden gründeten die Produktionsgesellschaft The Archers und produzierten in den folgenden gut 20 Jahren 19 Filme zusammen. Da das Gespann Powell-Pressburger dabei stets als Regisseure, Drehbuchautoren und Produzenten in Personalunion wirkten, waren sie einige der wenigen Vertreter des Autorenfilms, auf die dieser Begriff auch wirklich zutrifft.
Pressburger verfasste daneben noch eine Reihe kürzerer Erzählungen sowie die Romane Killing a Mouse on Sunday (1961; dt. Komm nicht nach Pamplona, 1963) und The Glass Pearls (1966).
Emeric Pressburger war von 1938 bis zur Scheidung im Jahr 1941 mit Agí Donáth verheiratet und von 1947 bis 1971 in zweiter Ehe mit der Engländerin Wendy Orme. Aus dieser Ehe, die ebenfalls geschieden wurde, gingen zwei Kinder hervor. Pressburgs Enkel sind Andrew Macdonald (* 1966) und Kevin Macdonald (* 1967), ihres Zeichens ebenfalls Filmschaffende.

## Auszeichnungen
- 1943 Academy Award für die beste Originalgeschichte für 49th Parallel (1941), sowie für diesen Film zusätzlich Nominierung für das beste Drehbuch nach einer Vorlage
- 1949 Academy-Award-Nominierungen als Produzent für den Besten Film und für die beste Originalgeschichte für Die roten Schuhe (The Red Shoes, 1948)

## Filmografie
- 1930: Die große Sehnsucht – Drehbuch
- 1930: Abschied – Drehbuch
- 1931: Dann schon lieber Lebertran – Drehbuch
- 1931: Der kleine Seitensprung – Drehbuch
- 1931: Ronny – Drehbuch
- 1931: Das Ekel – Drehbuch
- 1931: Der kleine Seitensprung – Drehbuch
- 1931: Emil und die Detektive – Drehbuch
- 1931: Dann schon lieber Lebertran – Geschichte
- 1932: Held wider Willen – Drehbuch
- 1932: La Belle aventure – Drehbuch
- 1932: Le petit écart – Drehbuch
- 1932: Lumpenkavaliere – Drehbuch
- 1932: Das schöne Abenteuer – Drehbuch
- 1932: Wer zahlt heute noch? – Drehbuch
- 1932: Sehnsucht 202 – Drehbuch
- 1932: Une jeune fille et un million – Drehbuch
- 1932: A Vén gazember – Drehbuch
- 1933: Une femme au volant – Drehbuch
- 1933: Incognito – Drehbuch
- 1934: Mein Herz ruft nach dir – Drehbuch
- 1935: Monsieur Sans-Gêne – Vorlage Der Satyr und Drehbuch
- 1936: La vie parisienne – Drehbuch
- 1936: One Rainy Afternoon – Vorlage
- 1939: Der Spion in Schwarz (The Spy in Black) – Drehbuch
- 1940: Spy for a Day – Drehbuch
- 1940: Contraband – Vorlage
- 1941: Atlantic Ferry – Drehbuch
- 1941: 49th Parallel – Vorlage und Drehbuch
- 1942: Breach of Promise – Vorlage Victorious Defeat und Drehbuch
- 1942: One of Our Aircraft Is Missing – Regie, Produktion und Drehbuch
- 1943: Squadron Leader X – Vorlage Four Days in a Hero's Life und Drehbuch
- 1943: The Silver Fleet – Vorlage Remember Jan de Wit, Drehbuch und Produktion
- 1943: Leben und Sterben des Colonel Blimp (The Life and Death of Colonel Blimp) – Regie, Produktion und Drehbuch
- 1943: The Volunteer – Regie, Produktion und Drehbuch
- 1944: A Canterbury Tale – Regie, Produktion und Drehbuch
- 1945: Ich weiß wohin ich gehe (I Know Where I’m Going!) – Regie, Produktion und Drehbuch
- 1946: Das dämonische Ich (Wanted for Murder) – Drehbuch
- 1946: Irrtum im Jenseits (A Matter of Life and Death) – Regie, Produktion und Drehbuch
- 1947: Die schwarze Narzisse (Black Narcissus) – Regie, Produktion und Drehbuch
- 1947: Abenteuer in Brasilien (The End of the River) – Produktion und Drehbuch
- 1948: Die roten Schuhe (The Red Shoes) – Regie, Produktion und Drehbuch
- 1949: Experten aus dem Hinterzimmer (The Small Back Room) – Regie, Produktion und Drehbuch
- 1950: Das dunkelrote Siegel (The Elusive Pimpernel) – Regie, Produktion und Drehbuch
- 1950: Die schwarze Füchsin (Gone to Earth) – Regie, Produktion und Drehbuch
- 1951: Hoffmanns Erzählungen (The Tales of Hoffmann) – Regie, Produktion und Drehbuch
- 1952: The Wild Heart – Regie, Produktion und Drehbuch
- 1953: Twice Upon a Time – Regie, Produktion und Drehbuch
- 1955: Fledermaus 1955 (Oh, Rosalinda!) – Regie, Produktion und Drehbuch
- 1956: Panzerschiff Graf Spee (The Battle of the River Plate) – Regie, Produktion und Drehbuch
- 1957: Men Against Britannia – Drehbuch
- 1957: Ill Met by Moonlight – Regie, Produktion und Drehbuch
- 1957: Eine Braut in jeder Straße (Miracle in Soho) – Produktion, Drehbuch und Romanvorlage The Miracle of St. Anthony’s Lane
- 1963: Deine Zeit ist um (Behold a Pale Horse) – Romanvorlage Killing a Mouse on Sunday
- 1965: Geheimaktion Crossbow (Operation Crossbow) – Drehbuch
- 1966: They’re a Weird Mob – Drehbuch
- 1972: Der gelbe Junge (The Boy Who Turned Yellow) – Produktion, Vorlage und Drehbuch

## Schriften
- Killing a mouse on Sunday, London : Collins, 1961
- Komm nicht nach Pamplona, aus dem Amerikanischen übersetzt von Günther Huster, Hamburg : Krüger, 1963
- The glass pearls; introduction by Anthony Quinn, London : faber, 2022, ISBN 978-0-571-37104-4

## Filmdokumentationen
- The Making of an Englishman, TV-Dokumentation von Kevin Macdonald, Großbritannien 1995
- A Matter of Michael & Emeric, TV-Dokumentation von Dario Poloni, Großbritannien 1997
- Made in England: The Films of Powell and Pressburger, Dokumentarfilm von David Hinton, Großbritannien 2024